# 漫画家イエナガの複雑社会を超定義
『漫画家イエナガの複雑社会を超定義』（まんがかイエナガのふくざつしゃかいをちょうていぎ）は、NHK総合にて、2021年度にパイロット版が2回放送され、2022年4月8日からは「若年層ターゲットゾーン」枠にてレギュラー版が放送されているテレビドラマ風の教養番組。2024年3月22日まで金曜23時15分 - 23時30分に放送されたが、2024年4月6日から土曜23時30分 - 23時45分に変更された。NHK Eテレでもレギュラー版が2023年4月8日から2024年3月30日まで土曜20時30分 - 20時45分に放送された。レギュラー版の放送は2025年3月8日にて終了し、同年4月以降は特番として拡大スペシャル版が不定期に放送されることとなった。

## 概要
今とても気になるが、複雑すぎてわかりにくいとされる近年の社会問題などについて、町田啓太が漫画家・イエナガに扮し、漫画・アニメーションやコンピュータグラフィックスを活用して、一人語り仕立てで解説を行っていく。スピード感とわかりやすさを重視し、主に20代30代の若年層視聴者をターゲットにした、新たな形の社会情報エンターテインメント番組である。

## 登場人物
【】内は登場した回、Pはパイロット版、Rはレギュラー版、ESPは拡大スペシャル版。
家長カズヒロ（30才）：町田啓太
初連載をつかみたい売れない漫画家。「メゾン超傑作」の住人で、本番組の主人公。
【全話】
山根未来（36才）：橋本マナミ
いろいろ思いついてしまう少年マンガ誌の敏腕編集者で、本番組の初代聞き役。
【P#1、#2、R#1 - 9、#12、#13、#15、#19 - 27、#30、#32 - 35、#43 - 45、#49 - 53、#60 - 67、#71 - #73、#89 - #94、#ESP1、特別編1, 2】
松木くらら（21才）：紺野彩夏
妄想とお金が好きな喫茶カオスの店員。R#10から聞き役に加わった。
【R#10、#11、#14、#16 - 18、#28、#29、#38 - 42、#47 - 48、#68 - 70、#75 - 76、#79 - 83、#86 - 88、特別編1,2】
家長タカヒロ（29才）：関口メンディー
兄のカズヒロを実家に連れ戻したい弟。実家のきもの加工販売会社を継いでいる。
【R#36、#37】
大島永遠子（58才）：ふせえり
カズヒロが住む「メゾン超傑作」の最年長の住人で、売れないホラー漫画家。
【R#46、#54 - 56、増刊号、#57 - 59、#74、#77 - 78、#84 - 85、#94、特別編1, 2】
ぬっくん：温水洋一
漫画家イエナガの友人。イエナガに代わって、たまに取材に協力。
【P#2、R#47、#82、#ESP1】
家長ユーリ（11才）：白山乃愛
利発で聡明、明るくかわいく非の打ちどころがないイエナガの年の離れた妹。
【R#57、#84 - 85、特別編1, 2（ナレーション）】

## 放送リスト
出典：

### パイロット版
| # | 初回放送日     | 放送内容                               | ディレクター       |
| - | -------------- | -------------------------------------- | ------------------ |
| 1 | 2021年 7月19日 | 暗号資産（仮想通貨）を超定義           | 西島雄紀、西口友人 |
| 2 | 10月29日       | 現代は恋も仕事もAI（人工知能）しだい!? |                    |

### レギュラー版
| 話数    | 初回放送日     | 放送内容                                                                 |
| ------- | -------------- | ------------------------------------------------------------------------ |
| 1       | 2022年 4月8日  | 今熱い!宇宙旅行を超速解説                                                |
| 2       | 4月15日        | 話題沸騰!メタバースを超速解説                                            |
| 3       | 4月22日        | 人工肉が食卓を変える!?を超速解説                                         |
| 4       | 5月13日        | 流行のマインドフルネスを超速解説                                         |
| 5       | 5月20日        | 車の完全自動運転が生活を変える!?                                         |
| 6       | 5月27日        | 大人気!“K-POP”を超速解説                                                 |
| 7       | 6月3日         | 驚き!サブスク最新事情                                                    |
| 8       | 6月10日        | 激増するサイバー攻撃を超速解説                                           |
| 9       | 6月17日        | 6G通信まであと10年なの?!                                                 |
| 10      | 6月24日        | 料理の常識が変わる! 分子調理                                             |
| 11      | 7月15日        | 話題のベーシックインカムって何?                                          |
| 12      | 7月22日        | 新型コロナmRNAワクチンを超速解説                                         |
| 13      | 7月29日        | スタジアム超進化論を超速解説                                             |
| 14      | 8月5日         | 脳科学×IT! ブレインテック                                                |
| 15      | 8月26日        | 世界頭脳バトル! 中央銀行デジタル通貨CBDCを超速解説                       |
| 16      | 9月2日         | 世界が注目! ゲーム実況で稼ぐ!? を超速解説                                |
| 17      | 9月9日         | 極超音速ミサイルで世界が激変!?を超速解説                                 |
| 18      | 9月16日        | ラーメンが世界最強フードって?を超速解説                                  |
| 19      | 9月30日        | 異次元ブーム!サウナの世界を超速解説の巻                                  |
| 20      | 10月7日        | 世界で急増!卵子凍結保存をCООLに超速解説の巻                              |
| 21      | 10月14日       | 絵文字ってスマホに広がる宇宙じゃん!?」                                   |
| 22      | 10月21日       | 全人類の夢!アンチエイジング医学を超速解説                                |
| 23      | 10月28日       | 空前!ネコブームの秘密をひもとくニャンの巻                                |
| 24      | 11月4日        | 今夜からグッスリ!最高の睡眠を超速解説の巻                                |
| 25      | 11月11日       | プログラミングできたら人生変わっちゃう?の巻                              |
| 26      | 11月18日       | いよいよワールドカップサッカー戦術を超速解説                             |
| 27      | 12月2日        | シティ・ポップ世界的ブームのナゾを超速解説                               |
| 28      | 12月16日       | 誰もが発明家?世界を変えるデジファブ革命の巻                              |
| 29      | 2023年 1月6日  | ライフスタイル激変!衝撃の建築イノベって?                                 |
| 30      | 1月20日        | 神の領域?ゲノム編集でDNAを操作?の巻                                      |
| 32      | 1月27日        | 社会を変える超頭脳データサイエンティストって?                            |
| 33      | 2月17日        | 限界突破?ドローンが空のイノベを巻き起こす!                               |
| 34      | 3月3日         | まさか!シモキタのごちゃごちゃが世界を制す?                               |
| 35      | 3月17日        | M&Aが僕らの人生を一変させちゃうかも?の巻                                 |
| 36      | 3月24日        | 全34回からギュギュっと超未来予想!の巻                                    |
| 37      | 4月7日         | Web3はインターネットの明るい未来…ってホント!?                            |
| 38      | 4月14日        | リスキリングで人生変わっちゃう…!?の巻                                    |
| 39      | 4月21日        | 月の開発ブームがいつの間にか来てたってよ!                                |
| 40      | 5月12日        | 超話題!ジェネレーティブAIがマジやばい!                                   |
| 41      | 5月19日        | なんで物価高に…地政学的リスクが怪しいのだっ                              |
| 42      | 5月26日        | 注目の株式投資!これってギャンブル?を考えた                               |
| 43      | 6月9日         | 知らなきゃ損!?行動経済学でベストチョイス!                                |
| 44      | 6月23日        | 働き方の最適解!?ハイブリッドワークって何?                                |
| 45 ※    | 7月7日         | 手話のスゴさを15分で伝えるなんて無謀!?                                   |
| 46      | 7月14日        | ChatGPTの黒幕?大規模言語モデルって?                                      |
| 47      | 7月21日        | タイパの究極系?ハイカジって何がスゴっなの?                               |
| 48      | 8月4日         | IPビジネスを知ればエンタメの最前線がわかっちゃう!?                       |
| 49      | 9月1日         | なぜ地震って予知できないの?                                              |
| 50      | 9月8日         | 空前のプロテインブーム!?なんでなんだいっ?                                |
| 51      | 9月15日        | 価格高騰!現代アートに100億払える人いる?                                  |
| 52      | 9月22日        | 半導体ハンパないよ!小さっ!速っ!スゴっ!ヤバっ!                            |
| 53      | 10月6日        | 人間を操る〜!?腸内細菌で人生変わっちゃう?                                |
| 54      | 10月13日       | リチウムイオン電池が未来をビリビリ変える!                                |
| 55      | 10月27日       | 100年に1度の再開発!渋谷はどう変わるのじゃ?                               |
| 56      | 11月10日       | 副業の最前線最!働き方で人生をクエスト!                                   |
| 増刊号  | 11月17日       | 量子コンピューター!人知を超えたワンダーワールドへようこそ                |
| 57      | 11月24日       | アチチ?いつの間にか地球が沸騰化してたってよ                              |
| 58      | 12月1日        | 世界の変革者かそれとも...イーロン・マスクって何者っ?                     |
| 59      | 12月15日       | 未来の恋愛!運命の相手は超コスパで探すのだっ!?                            |
| 60      | 2024年 1月5日  | 大河ドラマSPコラボ!短歌の魅力を語るドン! （ゲスト：塩野瑛久）            |
| 61      | 1月12日        | 雲がネットの救世主?クラウドで未来は晴れるの?                             |
| 62      | 2月2日         | 人工冬眠で人生拡張!究極のバイオハック!?（冬眠スイッチQニューロンの発見） |
| 63      | 2月9日         | 世界を魅了する和牛をギュギュっと深掘り!                                  |
| 64      | 3月8日         | 世界中で大ブーム!キャンプが日本の救世主に!?                              |
| 特別編1 | 3月15日        | イエナガの魅力を大解剖SP                                                 |
| 特別編2 | 3月22日        | イエナガと愉快な仲間たちSP                                               |
| 65      | 4月6日         | “推し”が世界を変えちゃう!?最強集団「ファンダム」                         |
| 66      | 4月13日        | 世界が注目!スマートなシティが人類を救うってどゆこと?                     |
| 67      | 4月27日        | 不老長寿も!?美と健康に効くオートファジー                                 |
| 68      | 5月11日        | 新薬誕生!いま知っておきたい認知症最前線                                  |
| 69      | 5月18日        | エンタメ&科学!マルチバースで人生観が変わる                               |
| 70      | 5月25日        | ブーム到来!知らなきゃ損するポイ活最前線                                  |
| 71      | 6月8日         | 平均で億ション!不動産バブルの再来!?                                      |
| 72      | 6月15日        | 企業が再生する!?やらなきゃヤバいよDX                                     |
| 73      | 6月22日        | 世界でスパイ暗躍!インテリジェンス超入門                                  |
| 74      | 6月29日        | 黒船襲来!?ホテル戦国時代がやってくる?                                    |
| 75      | 7月20日        | ダンスで平和を!パリ五輪新競技ブレイキン                                  |
| 76      | 8月17日        | 話題!クラフトビールが多様性のシンボルって?                               |
| 77      | 8月31日        | 音楽トレンド!DTMで誰でもヒットメーカーに?                                |
| 78      | 9月7日         | 若者に人気!完全栄養食はホントに完全?                                     |
| 79      | 9月14日        | 食や投資の新潮流!アニマルウエルフェア                                    |
| 80      | 9月21日        | 水素でアゲ〜ッ!次世代エネが地球を救う?                                   |
| 81      | 10月5日        | なぜ荷物は届いている?2024物流最前線                                      |
| 82      | 10月12日       | ついに服も?超未来なデジタルファッションって?                             |
| 83      | 10月26日       | 魚クライシスの救世主!?培養シーフード                                     |
| 84      | 11月9日        | 超時短で絶品?冷凍グルメが暮らしを変える?                                 |
| 85      | 11月16日       | デジタル時代の新災害!太陽フレアって何なん?                               |
| 86      | 11月30日       | 敵か味方か?ホワイトハッカー「ぺンテスター」                              |
| 87      | 12月8日        | 新時代到来!バイラルヒットが世界を制す!?                                  |
| 88      | 12月14日       | 「疲れた〜」の正体が分かったってホント!?                                 |
| 89      | 2025年 1月18日 | 大河ドラマSPコラボ! クリエイターエコノミー （ゲスト：愛希れいか）        |
| 90      | 1月25日        | 狙われた10億ドル! 国際サイバー犯罪24時                                   |
| 91      | 2月8日         | 日本人だけじゃない!?人類を悩ます「花粉症」って?                          |
| 92      | 2月22日        | 肥満症治療でも話題! GLP-1受容体作動薬                                    |
| 93      | 3月1日         | SFが現実に? 爆速進化中の“脳解読”って何?                                  |
| 94      | 3月8日         | 特別編!出演者が選ぶ胸アツ回SP                                            |

※45話は、当初31話として放送予定だったので、混乱を避けるため31話は欠番となった。

### 拡大スペシャル版
| #    | 初回放送日     | 放送内容                                     | 放送時間 |
| ---- | -------------- | -------------------------------------------- | -------- |
| ESP1 | 2025年 4月29日 | 漫画家イエナガの超超定義 人探し×顔認証AIの巻 | 44分     |

### 特別番組
| 初回放送日時                                                                | 放送内容 |
| --------------------------------------------------------------------------- | --- |
| NHK Eテレ 2022年10月16日 19:00 - 19:25 NHK総合 2022年10月22日 16:20 - 16:45 | 漫画家イエナガの『アニメ・不滅のあなたへ』を超定義 人気の秘密がわかる25分 2021年4月 - 8月に「シーズン1」が放送され好評を得た『不滅のあなたへ』の「シーズン2」が2022年10月23日からNHK Eテレで開始されるにあたり、同作品のシーズン1のあらすじ・シーズン2の見どころの解説のほか、津田健次郎、斎賀みつき、松本零士に対して行ったインタビューを交えて生放送された。 |
| NHK総合 2022年10月27日 8:15 - 9:54                                          | 生放送番組『あさイチ「町田啓太がプレゼン!知ってますか?“分子調理”」』 2022年6月24日放送「料理の常識が変わる! 分子調理」の内容に追加取材を加え、町田啓太が生プレゼン。 |